# Warren Giles
Warren Crandall Giles (né le 28 mai 1896 et décédé à Cincinnati, Ohio, États-Unis le 7 février 1979) fut le président de la Ligue nationale de baseball de 1951 à 1969.
Nommé président en 1919 de l'équipe de Moline en Illinois faisant partie de la "Three-I League", Warren Giles entreprend une carrière de 50 ans au baseball. 
Il fut notamment président des Reds de Cincinnati entre 1937 et 1951, avant d'être nommé président de la ligue. Au cours de son règne de 18 années comme président de la Ligue Nationale, Giles orchestra la première expansion de la ligue et plusieurs déménagements de franchises. Il usa aussi de son influence pour permettre aux joueurs Noirs et d'origine latine d'être admis dans la Ligue Nationale.
Le trophée remis depuis 1969 au club gagnant de la Série de championnat de la Ligue Nationale a été nommé Trophée Warren Giles en son honneur.
Warren Giles, ancien officier d'infanterie qui servit en France durant la Première Guerre mondiale, fut élu au Temple de la renommée du baseball peu après sa mort en 1979. Il fut inhumé au Riverside Cemetery à Moline, en Illinois.